# Jonas Axeldal
Jonas Mikael Axeldal (ur. 2 września 1970 w Holmie) – szwedzki piłkarz występujący na pozycji napastnika.

## Kariera klubowa
Axeldal karierę rozpoczynał w 1990 roku w pierwszoligowym zespole Halmstads BK. Występował tam przez dwa sezony, a następnie grał w innych pierwszoligowych drużynach – Malmö FF oraz Östers IF. W 1997 roku przeszedł do włoskiej Foggii, grającej w Serie B. Spędził tam sezon 1997/1998.
W 1999 roku Axeldal został zawodnikiem angielskiego Ipswich Town z Division One. W lidze tej zadebiutował 7 sierpnia 1999 w wygranym 3:1 meczu z Nottingham Forest. W Ipswich grał w sezonie 1999/2000, a potem odszedł do Cambridge United z Division Two, gdzie spędził sezon 2000/2001.
W 2002 roku Axeldal wrócił do Szwecji, gdzie występował w BK Häcken oraz w Ängelholms FF, a w 2006 roku zakończył karierę.

## Kariera reprezentacyjna
W 1992 roku Axeldal jako członek kadry U-23 wziął udział w Letnich Igrzyskach Olimpijskich, zakończonych przez Szwecję na ćwierćfinale.
W pierwszej reprezentacji Szwecji nie rozegrał żadnego spotkania.